# Grace Wilbur Trout
Pour les articles homonymes, voir Wilbur.
Grace Belden Wilbur Trout, née le 18 mars 1864 à Maquoketa et morte le 21 octobre 1955 à Jacksonville, est une suffragette américaine, présidente de deux importantes organisations de suffrage de l'Illinois, la Chicago Political Equality League et l'Illinois Equal Suffrage Association (IESA). Elle contribue à faire adopter par la législature de l'Illinois la loi sur le suffrage présidentiel et municipal, connue sous le nom de « loi de l'Illinois ». Celle-ci accorde aux femmes le suffrage partiel pour les élections locales et nationales. Bien qu'inexpérimentée dans le travail législatif de l'État, Grace Wilbur Trout met en œuvre un plan de lobbying stratégique qui fonctionne. Elle organise également  des campagnes de promotion publiques pour soutenir le suffrage et obtient une couverture médiatique favorable dans tout l'État.

## Jeunesse, éducation et réalisations
Grace Wilbur naît le 18 mars 1864 à Maquoketa, Iowa. Elle fait ses études dans des écoles publiques de l'Iowa et suit des cours privés d'élocution.  Elle épouse George William Trout en 1886 et ils ont quatre fils, dont l'un meurt en 1912 à l'âge de 21 ans. Ils s'installent à Chicago en 1884, puis dans la banlieue voisine d'Oak Park.  Elle écrit A Mormon Wife un roman sur les femmes mormones qui est publié en 1896. 

## Activités pour le suffrage
Le mouvement pour le suffrage féminin, The Gentle Force, parle ainsi de Grace Wilbur Trout : « Le Dr Anna Blount et Grace Wilbur Trout ... ont acquis une réputation à l'échelle de l'État en tant que leaders de la cause, et toutes deux ont siégé à la Commission municipale du suffrage dans l'Illinois, tout comme les membres du club Grace Hall Hemingway et Anna Lloyd Wright. . . . Grace Wilbur Trout était présidente des associations pour le droit de vote égal de Chicago et de l'Illinois. Décrite comme attirante, infatigable et douée, elle était une conférencière intrépide et une collectrice de fonds créative pour la cause. ». Grace Hall Hemingway est la mère de l'auteur Ernest Hemingway et Anna Lloyd Wright est la mère de l'architecte Frank Lloyd Wright.

### Leadership organisationnel
Trout milite dans de nombreux clubs de femmes de sa communauté. Son activité de suffrage débute véritablement en 1910, lorsqu'elle devient présidente de la Chicago Political Equality League (en), une organisation fondée en 1894 par le Chicago Women's Club d'Ida B. Wells,,. Au cours des deux années pendant lesquelles Trout est présidente de la ligue, elle élargit le nombre de ses membres, augmente la fréquence des réunions et structure des comités. La ligue publie des brochures et fait circuler des pétitions pour faire pression sur la législature de l'État afin d'accorder aux femmes le droit de vote. Trout et d'autres militantes telles que Catharine Waugh McCulloch (en) font des tournées de conférences dans l'Illinois, en faveur du suffrage, à travers des campagnes comme le Suffrage Automobile Tour,. 

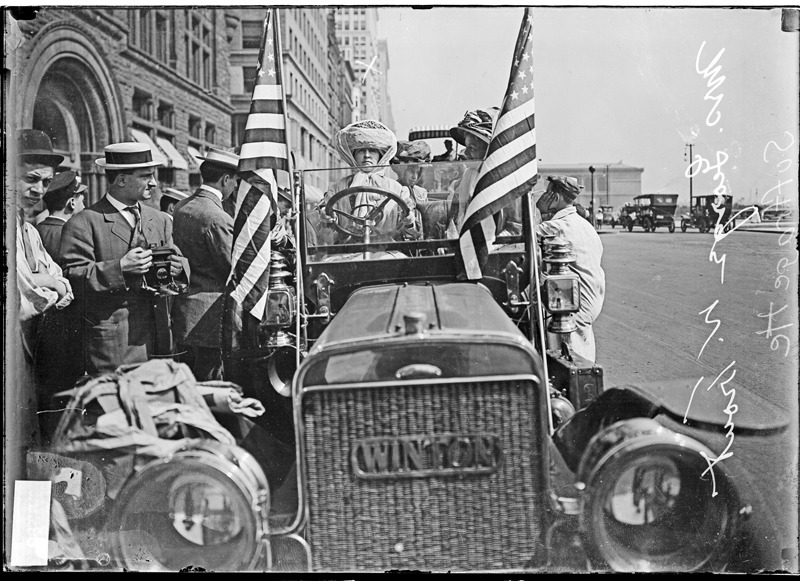
Grace Wilbur Trout conduit des suffragistes dans le centre-ville de Chicago

Deux ans plus tard, lors de la convention annuelle de l'Illinois Equal Suffrage Association (IESA, affiliée à la National Woman's Suffrage Association) les 1er et 2 octobre 1912, Trout est élue présidente de l'IESA, puis presque chaque année jusqu'en 1920 (sauf en 1915 où elle se repose dans sa résidence secondaire à Jacksonville, en Floride). En tant que présidente de l'IESA, elle modifie la tactique de l'organisation, fixant de nouveaux objectifs tels que la création de davantage d'organisations locales et le lobbying individuel auprès des législateurs pour soutenir le suffrage. En orientant l'organisation sur une voie plus conservatrice que la présidente précédente, elle réussit à réaliser des avancées significatives pour le suffrage des femmes.

### Succès inattendu de juin 1913
Avant 1913, des projets de loi sur le suffrage des femmes ont été présentés à la législature de l'État de l'Illinois, souvent par la présidente législative de longue date de l'IESA, Catharine McCulloch. 
Compte tenu de l'inexpérience relative de la nouvelle présidente Grace Wilbur Trout et de sa présidente législative Elizabeth Knox Booth, il n'y a pas beaucoup d'espoir de succès. Néanmoins, les nouvelles dirigeantes travaillent avec le soutien d'élus pour introduire un projet de loi sur le suffrage partiel en 1913. Le principe est de permettre aux femmes de voter « pour les électeurs au suffrage présidentiel et pour tous les bureaux locaux non spécifiquement nommés dans la Constitution de l'Illinois. », mais ni pour les représentants de l'État, ni les représentants du Congrès, ni le gouverneur. Pour assurer la promotion des revendications des suffragettes, Trout organise une manifestation publique de soutien et mène une opération de lobbying. Le résultat de cette stratégie est que le projet de loi est adopté le 11 juin 1913 (par 83 voix pour, 58 voix contre). Le gouverneur de l'Illinois, Edward Dunne, signe le 26 juin 1913 l'Illinois Suffrage Act, qui accorde aux femmes de l'État un droit de vote partiel.

#### Influencer le public
Trout met en œuvre un plan moderne en plusieurs volets pour renforcer le soutien du public au suffrage des femmes. Elle s'assure qu'un club de suffrage local soit formé dans chaque district, afin que ses membres puissent ensuite faire pression sur les élus si besoin. Elle planifie stratégiquement des événements publics dans tout l'État, tels que des tournées en voiture et des conférences, afin de générer et de montrer le soutien local au projet de loi. Elle entretient des relations régulières avec les médias à Springfield et à Chicago pour obtenir une couverture médiatique favorable des activités de l'IESA ; elle coopère avec des éditeurs de journaux pour produire des chroniques spéciales. Elle écrit qu'elle « mettait un point d'honneur à voir un ou plusieurs responsables de journaux et à leur expliquer les difficultés que nous rencontrions, et leur demandait de publier un éditorial qui serait utile au projet. . . Nous avons fait plier ces différents journaux contenant de la propagande pour le suffrage afin que l'éditorial (souligné au crayon bleu) apparaisse à l'extérieur. ». Elle fait ensuite déposer ces journaux sur les bureaux des législateurs concernés, de façon à faire apparaître le soutien comme spontané et généralisé. 

#### Influencer le législateur
Sous Grace Wilbur Trout, l'influence de l'IESA à Springfield devient plus subtile et posée qu'auparavant. Trout et la présidente législative Elizabeth Booth sont rejointes ultérieurement par deux autres militantes. Trout, Booth, Antoinette Leland Funk et Ruth Hanna McCormick sont surnommées « les Big Four » par les journalistes. Dans les campagnes précédentes, le lobbying de Catherine McCulloch se manifeste par des trains de femmes arrivant à Springfield, des audiences spéciales et d'autres activités très visibles ; son style est « conflictuel » et « militant ».  Au contraire, l'équipe de Trout « maintient le lobbying législatif de l'IESA dans les coulisses, afin de ne pas susciter d'opposition, en particulier la puissante industrie de l'alcool, et de laisser ouverte la possibilité de convertir les législateurs anti-suffragettes. ». 
Trout est diplomate. Elle fait preuve d'un « tact extrême » et peut même être « insidieuse ». L'historienne Adade Mitchell Wheeler écrit : « ses techniques étaient peut-être politiquement naïves, mais ses relations humaines étaient formidables. Elle et les autres étaient des « déménageurs » expérimentés. ». Un législateur de Peoria qualifie la tactique des Big Four d' « à bas bruit » dans un article publié dans Collier's peu de temps après la signature du projet de loi. Il décrit l'utilisation systématique et analytique par Booth d'un catalogue de fiches individuelles qu'elle remplit sur mesure. Elle colle une photo de chaque membre, extraite d'un livre bleu de l'Illinois, puis note des éléments tels que leur historique de vote, leur potentiel soutien ainsi que leur sens du fair-play et ce que leur femme pense du suffrage. Trout et Booth utilisent ce système de fiches pour étudier et catégoriser les législateurs et construire une coalition de soutien non partisane à leur cause (il y a des membres progressistes, démocrates, républicains et socialistes dans la législature),. 
Pour influencer le président de la Chambre William B. McKinley, les membres de la ligue à Chicago organisent une brigade téléphonique qui l'appelle toutes les quinze minutes pour s'assurer qu'il mesure à quel point le soutien au suffrage est important,. Cela a pour résultat que McKinley présente le projet de loi au vote - ce qui ne s'est jamais produit auparavant. Le jour du vote, Trout loue un taxi pour la journée afin de transporter les membres absents au Capitole de l'État. Elle-même en garde la porte pour s'assurer que les partisans ne partent pas à un moment clé et que les lobbyistes de l'opposition ne montent pas illégalement à la tribune. 

#### Facteurs supplémentaires contribuant au succès
En plus des stratégies législatives et de relations publiques décrites ci-dessus, d'autres facteurs participent au résultat favorable.
Premièrement, le suffrage devient de plus en plus acceptable parmi un groupe plus large de citoyens, en particulier les femmes de la classe moyenne supérieure, éduquées et conservatrices comme Trout. Des événements orchestrés comme les tournées automobiles contribuent à accroître le soutien au suffrage, le rendant  « plus respectable »,.  Selon le sociologue Steven M. Buechler, le mouvement antérieur concernant principalement la classe moyenne se transforme en mouvement  d' « alliance interclasses et multi-courants politiques » dans laquelle les femmes qui travaillent et les femmes les plus riches ont chacune des rôles clés. 
De plus, les femmes de la classe supérieure occupent un nombre significatif de postes de leaders dans la dernière période du mouvement pour le suffrage. Le projet de loi de Trout sur le suffrage partiel est moins exigeant que les changements constitutionnels de l'État recherchés par certaines de ses homologues suffragettes, comme McCulloch. De plus, le mode de lutte des suffragettes anglaises offre un vrai contraste ; comme le dit Antoinette Funk, en Angleterre, on fait sauter des maisons de campagne alors qu'aux États-Unis, les femmes ne font même pas de discours. George Fitch pense que le lobbying de l'IESA est capable de contenir l'opposition « en raison de son manque d'agressivité ». Trout et ses associées sont disposés à négocier et à demander conseil, même à des opposants.  
Enfin, les événements à Washington contribuent également  à accroître le soutien au suffrage. Les conséquences néfastes du défilé pour le suffrage féminin de 1913, la veille de l'investiture du président Woodrow Wilson, contribuent à convaincre l'opinion publique. En effet, les femmes sont si mal traitées lors de cet événement, harcelées et chahutées par des passants, pour la plupart masculins, que de nombreuses personnes sont amenées à soutenir le suffrage en réponse à l'injustice subie par ses partisanes. Dans le propre récit de Trout sur cette marche, elle ne mentionne pas un incident bien connu qui s'est produit pendant la manifestation. Lorsque l'Afro-Américaine Ida B. Wells veut défiler en tête de cortège avec les suffragistes blanches, Trout refuse et exige que la ségrégation soit préservée pour éviter d'offenser les marcheuses du Sud qui pourraient boycotter l'événement. Par conséquent, toutes les suffragistes noires doivent défiler ensemble, et non avec leurs délégations d'État respectives. Alors que Trout est personnellement opposée à une telle exclusion, elle est plus soucieuse d'éviter le boycott potentiel. Wells ignore les instructions et marche aux côtés de la cohorte blanche de l'Illinois. 

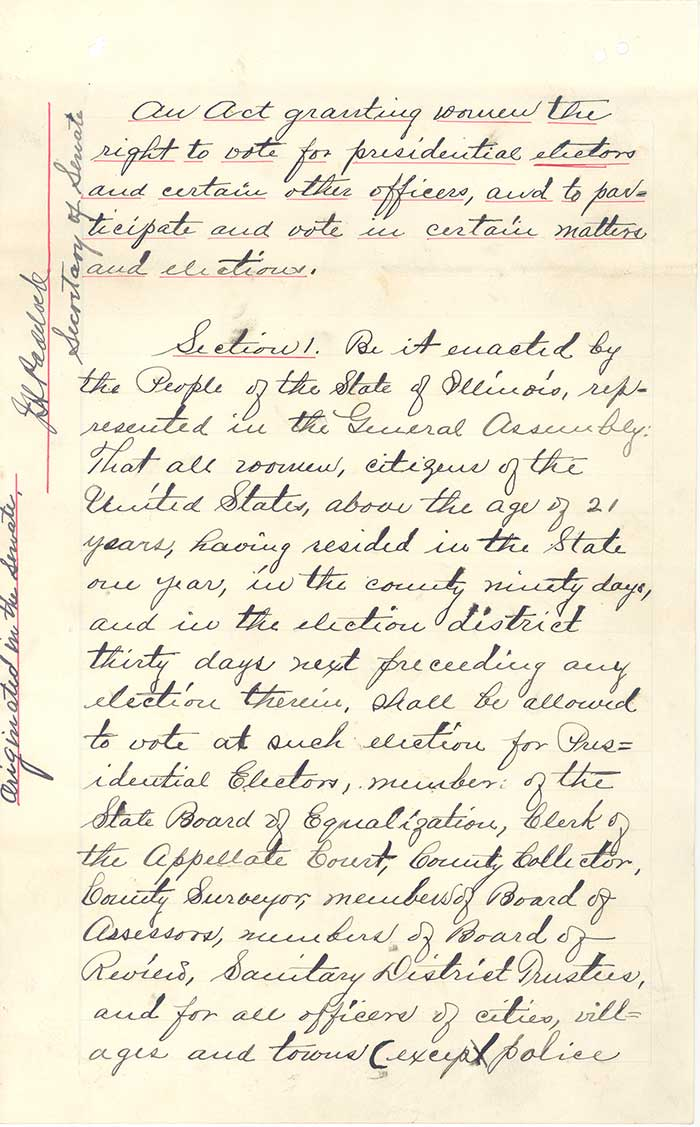
Image du texte de l'Illinois Suffrage Act, trouvée sur le site Web du secrétaire d'État de l'Illinois

## Héritage de la loi votée dans l'Illinois
L'adoption de l'Illinois Suffrage Act (également connu sous le nom de loi de l'Illinois),  marque un tournant pour le suffrage. Il donne aux femmes de l'Illinois le droit de vote pour les fonctionnaires du canton et les électeurs au suffrage présidentiel, augmentant le nombre d'électeurs présidentiels pour lesquels les femmes peuvent désormais voter, passant de 37 à 54. Bien qu'il s'agisse d'un suffrage partiel et non complet, son effet est significatif. Son existence crée un précédent qui va permettre aux femmes de New York d'obtenir à leur tour le droit de vote et ce succès est un précurseur important vers le suffrage complet grâce au dix-neuvième amendement de la Constitution. La dirigeante nationale du suffrage Carrie Chapman Catt écrit que l'effet de la victoire de l'Illinois a été « stupéfiant » et que « le soutien au suffrage a doublé du jour au lendemain ». 

## Suite de l'action de suffrage de Trout après 1913
Après l'adoption de la loi de l'Illinois, celle-ci est contestée à plusieurs reprises par des opposants qui affirment qu'elle est inconstitutionnelle. En tant que chef de l'IESA, Trout combat l'opposition et les efforts pour abroger ou affaiblir la loi échouent, en partie grâce au travail de l'IESA. Trout encourage les femmes à voter et à exercer leurs droits nouvellement acquis. Elle est l'une des dirigeantes du « défilé pour le suffrage des jours de pluie » de 1916, où les manifestantes réussissent à convaincre le Parti républicain d'insérer un volet pour le suffrage dans leur programme électoral. Trout mobilise l'IESA pour créer une nouvelle constitution d'État, pensant que ceci conduirait le plus rapidement au suffrage complet. Elle participe à la lutte nationale pour l'amendement du suffrage fédéral, s'exprimant à de nombreuses reprises, notamment lors d'un entretien avec le président Woodrow Wilson. En 1920, Trout met fin à sa carrière pour le suffrage lorsque l'IESA se dissout et se transforme en League of Women Voters of Illinois. 

## Vie privée

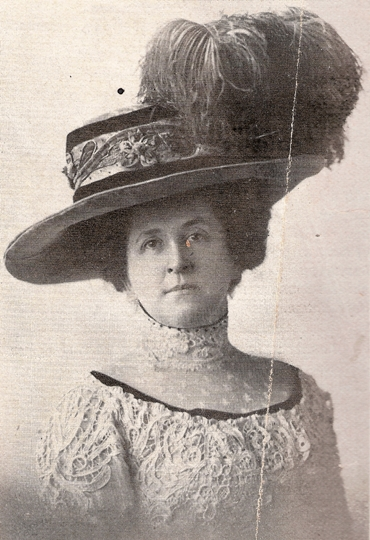
Grace Wilbur Trout

Trout écrit qu'elle accepte initialement la présidence de l'IESA parce qu'elle y est encouragée par son fils de 21 ans, qui a vu des californiennes se battre pour le suffrage. Il meurt subitement peu de temps après qu'elle a accepté sa première présidence de l'IESA. 
Trout est parfois critiquée par des suffragettes plus radicales pour la couverture médiatique qui s'intéresse à ses vêtements de marque et à ses énormes chapeaux. Pourtant, elle est largement admirée en tant qu'oratrice et leader. Comme noté en 1927 « Les dons inhabituels de Trout lui ont permis de réussir lors du programme de conférences, où elle a parlé sans manuscrit ni notes. Son étude d'un thème était exhaustive, sa préparation minutieuse et le produit fini pétillait d'esprit et d'humour. ».
Trout s'installe à Jacksonville, en Floride, en 1921 et devient la première présidente du Planning and Advisory Board et la présidente du Jacksonville Garden Club. Elle réside dans un domaine appelé Marabanong. Trout meurt le 21 octobre 1955 à Jacksonville et est enterrée au cimetière Evergreen. 

## Ouvrages publiés
- (en-US) A Mormon wife, Charles H. Kerr, 1912 (lire en ligne).
- (en-US) « Side Lights on Illinois Suffrage History », Journal of the Illinois State Historical Society, vol. 13, no 2,‎ 1920, p. 145–179 (JSTOR 40194491, lire en ligne).